# Ælfric (Ramsbury)
Ælfric († zwischen 949 und 950) war Bischof von Ramsbury. Er wurde 942 zum Bischof geweiht und trat sein Amt im gleichen Jahr an. Er starb zwischen 949 und 950.